# Gremium MC
Der Gremium MC ist einer der größten in Deutschland vertretenen Motorradclubs (MC) und zählt zu den Outlaw Motorcycle Gangs. Er hat laut eigenen Aussagen etwa 70 Chapter in Deutschland und ist darüber hinaus auch international vertreten. Der Club ist der größte Motorradclub deutschen Ursprungs, der sich keinem internationalen Club, wie z. B. den Hells Angels, Bandidos oder den Outlaws, angeschlossen hat.

## Geschichte

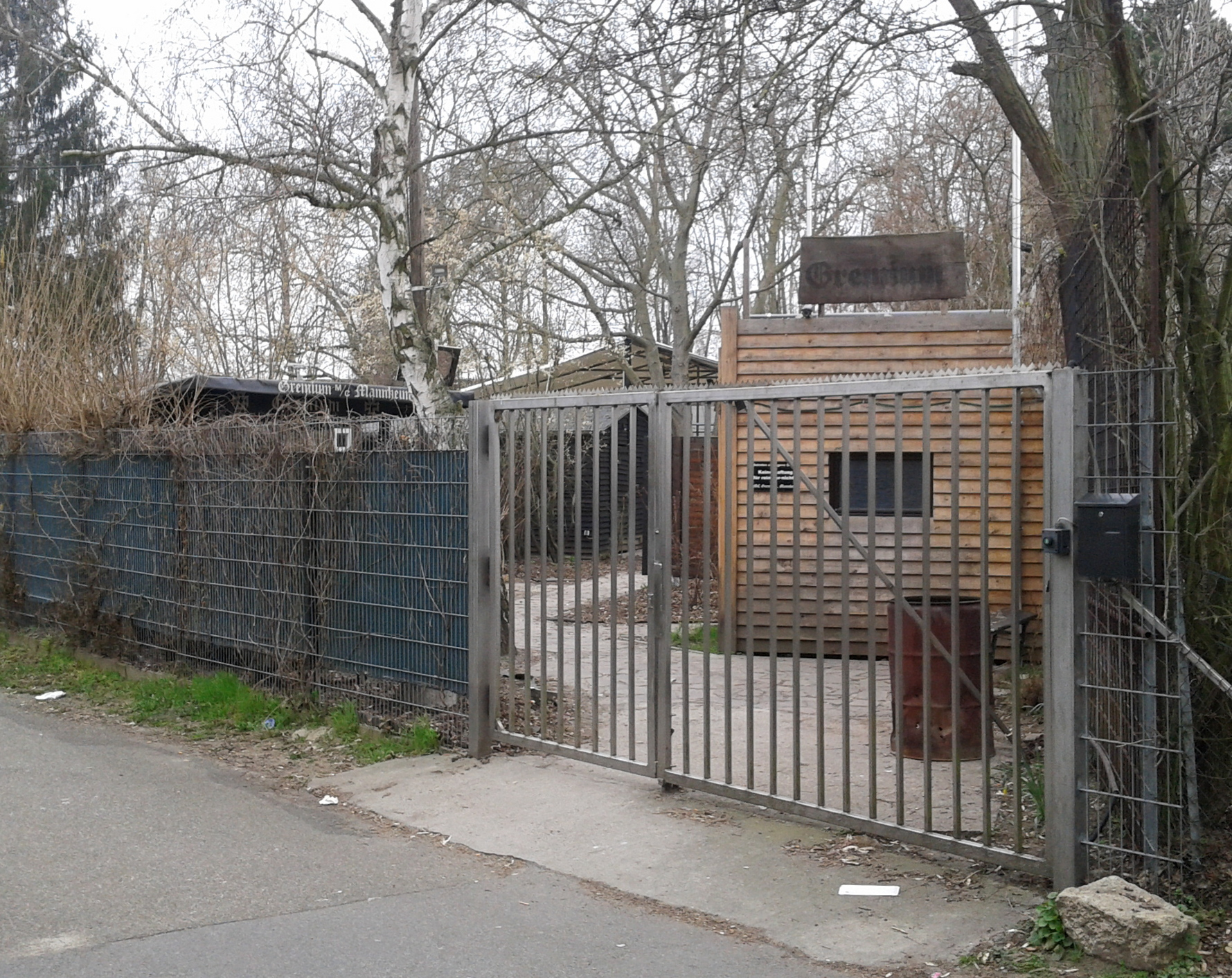
Gremium MC Mannheim

Der Club wurde 1972 in Mannheim in der ersten Welle deutscher Rockerclubs gegründet. Bis Mitte der 90er Jahre spielte der Gremium MC in erster Linie im Südwesten Deutschlands eine wesentliche Rolle in der Clublandschaft, die damals allgemein eher regional geprägt war. Ab Ende der 1990er Jahre, mit dem Eintreten anderer großer deutscher Clubs in die internationale Szene, begann unter allen großen Clubs eine Expansionspolitik in den gesamten bundesdeutschen Raum, bei der hauptsächlich mittelgroße Regionalclubs übernommen wurden. Der Gremium MC konnte zu diesem Zeitpunkt besonders in Ostdeutschland Fuß fassen.
Die Clubfarben sind schwarz und weiß, auf dem „Colour“ (Rückenabzeichen, im englischsprachigen Raum meist „Backpatch“ genannt) ist über dem Schriftzug „GREMIUM“ und dem jeweiligen Städte- oder Chapternamen eine Faust zu sehen, die durch die Wolken stößt. Ausländische Mitgliedergruppen („Chapter“) tragen anstatt des Städtenamens den Landesnamen im Colour, zum Beispiel „BIH“ für Bosnien-Herzegowina. Oftmals werden auch die Begriffe „Black Seven“ und die Zahl 7 verwendet, da das Wort „Gremium“ aus sieben Buchstaben besteht und das „G“ der siebte Buchstabe im Alphabet ist.
Nach 32 Jahren änderte der Club am 1. Juli 2004 sein Colour ab, alle deutschen Member fahren seitdem mit Germany – Schriftzug im Colour – diese Änderung wurde vollzogen, weil der MC mittlerweile sehr stark gewachsen ist und sich als einer der größten europäischen Motorradclubs auch im europäischen Ausland etabliert hat. Ferner wurde das ehemals keltische Kreuz durch das sogenannte „Eiserne Kreuz“ ersetzt und das Colour leicht überarbeitet. Alle Prospects tragen während ihrer Probezeit einheitlich P G M/C im Abzeichen.

## Aktivitäten des Clubs

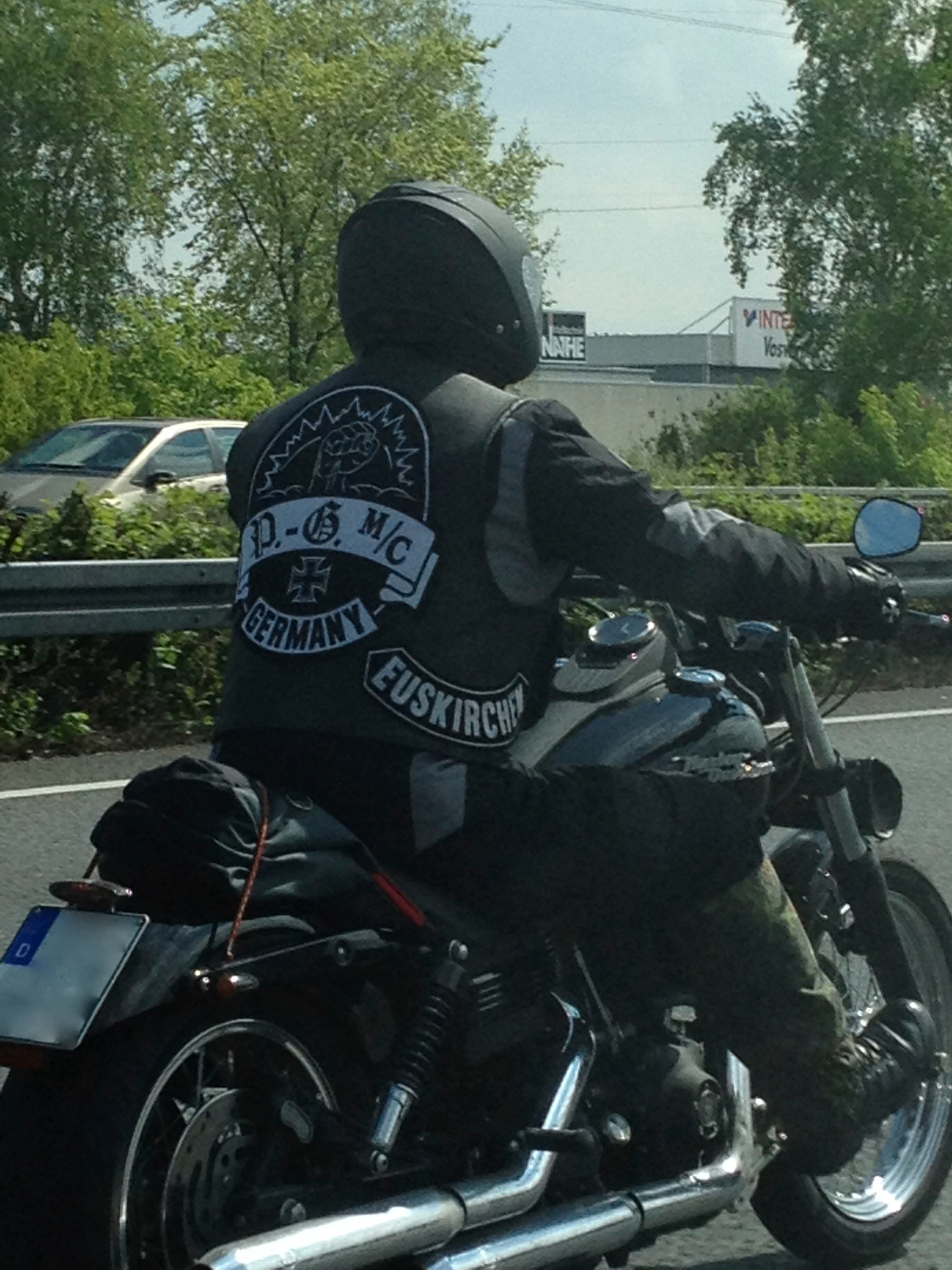
Patch eines Gremium-Prospects

Der Club finanziert sich neben Mitgliedsbeiträgen unter anderem durch Partys, cluboffene Abende (Open House), szenetypische Großveranstaltungen und den Verkauf von Artikeln mit clubtypischen Insignien an Unterstützer, die so genannten „Supporter“. Zudem vertreibt der Gremium MC das Clubmagazin „Rebels inside“, das im ausgesuchten Zeitschriftenhandel erhältlich ist. Eine früher angebotene Getränkelinie „Lucky 7“ wurde 2015 eingestellt. Ein „Open House“ wird von jedem Chapter an festen Terminen, meist einmal im Monat, in deren Clubhaus abgehalten. Dieser Abend ist für jedermann zugänglich und dient dazu, den Gremium MC, seine Philosophie und seine Mitglieder kennenzulernen. Im Bereich Motorsport ist der Club seit mehreren Jahren mit einem eigenen sog. „Top-Fuel“-Motorrad bei internationalen Dragsterrennen aktiv. Dabei konnten Europameisterschaftsgewinne und einzelne Weltrekorde verbucht werden.

### Verbotsverfahren und behördliche Ermittlungen
Der Club als Ganzes wurde am 10. November 1988 vom Innenministerium des Landes Baden-Württemberg als kriminelle Vereinigung verboten. Dazu wurde der Gremium MC als Verein nach dem Vereinsgesetz angesehen, da er als überregionaler Motorradclub, der durch den Zusammenschluss verschiedener Clubs aus unterschiedlichen Städten entstanden ist, einen gemeinsamen Namen sowie ein einheitliches Emblem besitzt.
Zu Zeiten der Auseinandersetzung mit der Mannheimer Justiz war die Satzung des Clubs eng an die der Mannheimer Studentenverbindung Corps Hermunduria angelehnt, in der der damalige Präsident und Clubgründer Michael „Mike“ Heyer als Jurastudent Mitglied geworden war. Ohne diesen Zusammenhang zu würdigen, begründete die Staatsanwaltschaft den Vorwurf der Bildung einer kriminellen Vereinigung unter anderem mit dem Wortlaut der Satzung. Im nachfolgenden Verfahren ordnete das Landgericht Mannheim die von der Staatsanwaltschaft genannten Straftaten jedoch ausdrücklich einzelnen Mitgliedern zu. Nachdem der Kronzeuge der Staatsanwaltschaft, ein Mitglied des Gremium MC, sich vor Gericht als unzuverlässig herausstellte, ließ sie den Vorwurf der Bildung einer kriminellen Vereinigung fallen.
Am 16. Januar 1992 wurde das Verbot durch den Verwaltungsgerichtshof Baden-Württemberg aufgehoben. Trotz entsprechender Ermittlungen der Behörden kam es seither nur zu Verurteilungen einzelner Mitglieder, nicht aber zu einer erneuten Anklage gegen den gesamten Club als solchen oder einzelner Chapter.
Der Gremium MC wird regelmäßig neben anderen großen MCs beispielsweise in den Verfassungsschutzberichten Bayerns aufgeführt. In diesen Berichten wird der Gremium MC mit den anderen genannten Motorradclubs mit Menschenhandel, illegaler Prostitution, Drogen- und/oder Waffenhandel und der organisierten Kriminalität (OK) in Verbindung gebracht. Laut Bundeskriminalamt gab es im Jahr 2010 drei OK-Ermittlungsverfahren mit Bezug zum Gremium MC. Am 3. Juli 2013 wurde durch Bundesinnenminister Hans-Peter Friedrich der „Regionalverband Gremium Motorcycle Club (MC) Sachsen“ verboten. In Berlin, Brandenburg, Niedersachsen, Sachsen und Sachsen-Anhalt kam es zu mehreren Wohnungsdurchsuchungen. Das öffentliche Zeigen der Clubsymbole insbesondere des Colours wurde zum 1. August 2014 in Nordrhein-Westfalen verboten.
Teilweise haben Mitglieder des Gremium MC auch Verbindungen zur rechten Szene. Rechtsextremisten aus dem Landkreis Hameln-Pyrmont und aus Nordhausen stellten 2013 bei einem Konzert der rechten Hooligan-Band „Kategorie C – Hungrige Wölfe“ im thüringischen Sollstedt das Ordnerpersonal. Die konspirativ organisierte Veranstaltung wurde von der Polizei aufgelöst. Die Ordner trugen Pullover mit dem Aufdruck „Gremium Security“ und fühlten sich dem „Gremium MC“ verbunden.
Im März 2021 wurde das Chapter Southgate aus Heidelberg durch das Innenministerium Baden-Württemberg verboten. Mit dem Verbot wurde die Auflösung des Chapters und die Beschlagnahme seines Vermögens verfügt.